# Есьман, Владислав Казимирович
Владислав Казимирович Есьман  (5 февраля 1860 — 8 марта 1938)  — помещик, депутат Государственной думы III созыва от Гродненской губернии

## Биография
По национальности поляк, потомственный дворянин. Сын Казимира Есьмана герба Корчак и его жены Паулины урождённой Йоч (Jocz). Высшее образование получил сначала в университете Святого Владимира по физико-математическому факультету, затем в Санкт-Петербургском университете, который окончил в 1887 году со званием кандидата естественных наук. Получив образование занимался сельским хозяйством в своём имении Бердовичи, в 1890 году причислен к департаменту земледелия, а через два года назначен податным инспектором Тетюшского уезда Казанской губернии. Там произвёл экономическое обследование уезда, для чего составил подворные списки более 35 селений с подробными данными о семейном, хозяйственном и экономическом положении каждого двора. С 1899 по 1903 год проживал в своём имении, в 1903 году снова назначен податным инспектором в Либаву, через год вышел в отставку. При его участии было открыто в Слонимское сельскохозяйственное общество потребителей.  Владел землями в Слонимском уезде Гродненской губернии площадью 380 десятин. Был выборщиком в Государственную думу 1-го и 2-го созывов.
14 октября 1907 избран в Государственную думу III созыва от общего состава выборщиков Гродненского губернского избирательного собрания. Был секретарём Группы Западных окраин. Состоял в думских продовольственной комиссии, в комиссиях по вероисповедным вопросам, по исполнению государственной росписи доходов и расходов, по упразднению пастбищных и лесных сервитутов в губерниях западных и белорусских, земельной комиссии. Выступил с докладом Комиссии по исполнению государственной росписи доходов и расходов.
В независимой Польше Владислав Есьман участвовал в организации государственной администрации в Восточном Приграничье, сначала в качестве заместителя губернатора, а затем был главой Брестского округа.
Детали дальнейшей судьбы неизвестны.
Скончался 8 марта 1938, по другим данным в 1935 году в своём имении Бердовичи.

## Семья
- Сын — Чеслав, женат на Сесилии, урождённой Издебской[1]
  - Внук — Владислав Анджей (1928—2003), унаследовал имение деда, врач[1].
  - Внучка — Мария (Марыся)[1]

### Рекомендуемые источники
- Czesław Brzoza, Kamil Stepan. Posłowie polscy w parlamencie rosyjskim, 1906-1917: słownik biograficzny. Wydawn. Sejmowe, 2001. 253 p.

### Архивы
- Российский государственный исторический архив. Фонд 1278. Опись 9. Дело 269.